# Fureholmen
Ne doit pas être confondu avec Fureholmen (Fidjar), Fureholmen (Bjørnafjorden), Fureholmen (Kvam), Fureholmen (Kvinnherad), Fureholmen (Masfjorden) ou Fureholmen (Stord).
Fureholmen est une île norvégienne du comté de Hordaland appartenant administrativement à Bømlo.

## Description
Rocheuse et couverte d'arbres, elle s'étend sur environ 88 m de longueur pour une largeur approximative de 45 m. 